# Niagara Falls—Niagara-on-the-Lake
Pour les articles homonymes, voir Niagara Falls et Niagara.
Circonscription électorale fédérale du Canada
Niagara Falls—Niagara-on-the-Lake (auparavant Niagara Falls) est une circonscription électorale fédérale canadienne située en Ontario.

## Géographie
La circonscription est située dans le sud de l'Ontario, sur les rives de la rivière Niagara entre les lacs Érié et Ontario. Les entités municipales formant la circonscription sont Niagara Falls et Niagara-on-the-Lake.  
La circonscription consiste en les villes de Niagara Falls et Niagara-on-the-Lake.
Les circonscriptions limitrophes sont St. Catharines et Niagara-Sud. En 2015, les circonscriptions limitrophes étaient St. Catharines et Niagara-Centre (auparavant Welland).

### Historique
La circonscription de Niagara Falls est créée en 1952 à partir de Welland. En 2004, une partie d'Erie—Lincoln est ajoutée à la circonscription et une partie de Welland en 2015.
À la suite du découpage de la carte électorale de 2022-2023, la circonscription est renommée Niagara Falls—Niagara-on-the-Lake. Elle perd au sud le territoire de la ville de Fort Érié désormais la partie est de la nouvelle circonscription de Niagara-Sud.

## Députés
| Législature                       | Années        | Député           | Parti | Parti                     |
| --------------------------------- | ------------- | ---------------- | ----- | ------------------------- |
| Niagara Falls issue de Welland    |               |                  |       |                           |
| 22e                               | 1953–1957     | William Houck    |       | Libéral                   |
| 23e                               | 1957–1958     | William Houck    |       | Libéral                   |
| 24e                               | 1958–1960     | William Houck    |       | Libéral                   |
| 24e                               | 1960–1962     | Judy LaMarsh     |       | Libéral                   |
| 25e                               | 1962–1963     | Judy LaMarsh     |       | Libéral                   |
| 26e                               | 1963–1965     | Judy LaMarsh     |       | Libéral                   |
| 27e                               | 1965–1968     | Judy LaMarsh     |       | Libéral                   |
| 28e                               | 1968–1972     | Joe Greene       |       | Libéral                   |
| 29e                               | 1972–1974     | Joe Hueglin      |       | Progressiste-conservateur |
| 30e                               | 1974–1979     | Roger Carl Young |       | Libéral                   |
| 31e                               | 1979–1980     | Jake Froese      |       | Progressiste-conservateur |
| 32e                               | 1980–1984     | Al MacBain       |       | Libéral                   |
| 33e                               | 1984–1988     | Rob Nicholson    |       | Progressiste-conservateur |
| 34e                               | 1988–1993     | Rob Nicholson    |       | Progressiste-conservateur |
| 35e                               | 1993–1997     | Gary Pillitteri  |       | Libéral                   |
| 36e                               | 1997–2000     | Gary Pillitteri  |       | Libéral                   |
| 37e                               | 2000–2004     | Gary Pillitteri  |       | Libéral                   |
| 38e                               | 2004–2006     | Rob Nicholson    |       | Conservateur              |
| 39e                               | 2006–2008     | Rob Nicholson    |       | Conservateur              |
| 40e                               | 2008–2011     | Rob Nicholson    |       | Conservateur              |
| 41e                               | 2011–2015     | Rob Nicholson    |       | Conservateur              |
| 42e                               | 2015–2019     | Rob Nicholson    |       | Conservateur              |
| 43e                               | 2019–2021     | Tony Baldinelli  |       | Conservateur              |
| 44e                               | 2021–2025     | Tony Baldinelli  |       | Conservateur              |
| Niagara Falls–Niagara-on-the-Lake |               |                  |       |                           |
| 45e                               | 2025–en cours | Tony Baldinelli  |       | Conservateur              |